# FC Oţelul Galaţi
El Fotbal Club Oțelul Galați és un equip de futbol romanès de la ciutat de Galaţi. Durant les darreres dècades ha participat en la Liga I, divisió de nivell més alt a Romania, i ha guanyat la copa.
Van guanyar la primera lliga la temporada 2010-11, cosa que el qualificà per primera vegada per la Lliga de Campions de la UEFA.

## Història
El club es va fundar el 1964. Després d'un breu període en què el seu rival ciutadà (el Dunărea) va ser el club de més èxit, l'Oţelul es va destacar com el millor club de la regió.
El club va ascendir a la primera divisió de la lliga romanesa el 1986 (aleshores s'anomenava Divizia A). Al cap de dos anys, va debutar en la Copa de la UEFA amb una victòria contra la Juventus FC. La temporada 2003-04 va arribar a la final de la Cupa României, que va perdre contra el Dinamo Bucureşti.
Van guanyar la primera lliga la temporada 2010-11, cosa que el qualificà per primera vegada per la Lliga de Campions de la UEFA.

## Palmarès

### Competicions estatals
Liga I:
- Campions (1): 2010–11

Liga II:
- Campions (2): 1985–86, 1990–91

Liga III:
- Campions (2): 1967–68, 1980–81

Cupa României:
- Finalistes (1): 2003–04

Supercupa României:
- Campions (1): 2011

### Competicions no oficials
Copa Balcànica:
- Finalistes (1): 1991–92